# Alophosternum albofaciale
Alophosternum albofaciale là một loài tò vò trong họ Ichneumonidae.